# МАФДАЛ
МАФДАЛ (иногда Мафдаль; ивр. מפד"ל — המפלגה הדתית לאומית‎) — Национально-религиозная партия Израиля, была учреждена в [1956 году в результате слияния партий «Мизрахи», «Ха-поэль ха-мизрахи» и других политических течений религиозных сионистов. Перед выборами в 2008 году партия была реорганизована под названием «Еврейский Дом». В новом виде партия должна была стать результатом слияния МАФДАЛа с партиями «Ткума» и «Моледет» со сходной идеологией, но в новой партии не нашлось места для представителей светского движения «Ха-Тиква», а на руководящих постах остались в основном представители МАФДАЛа. В связи с этими разногласиями, «Ткума», «Моледет», «Ха-Тиква», а также «Эрец Исраэль Шелану» воссоздали блок «Ихуд Леуми», в который МАФДАЛ не вошёл. На выборах в кнессет 2009 года «Еврейский Дом» получил три места и вошёл в правящую коалицию, а «Ихуд Леуми» получил четыре места, но остался в оппозиции.
Платформа МАФДАЛа подчёркивала приоритет иудаизма в Израиле в религиозной, культурной и политической сферах. Главным образом идеология партии представляла собой синтез иудаизма и сионизма с современной ориентацией. Для «Ихуд Леуми», который в значительной мере состоит из депутатов, в разное время вышедших из МАФДАЛа, территориальные и прочие уступки неприемлемы, и ни на какие компромиссы они идти не готовы.
Партия «Еврейский Дом», которая является продолжением объединения «Ихуд Леуми» — МАФДАЛ, баллотировалась в кнессет 19-го созыва и набрала 12 мандатов.